# 小松島市立小松島小学校
小松島市立小松島小学校（こまつしましりつ こまつしましょうがっこう）は、徳島県小松島市神田瀬町にある公立小学校。

## 沿革
- 1873年（明治6年）4月 - 創立。

## 教育目標
- 人権尊重の精神を基盤にし、人間性豊かでたくましく生きる児童を育成する。

## 通学区域が隣接している学校
- 小松島市立北小松島小学校
- 小松島市立千代小学校
- 小松島市立児安小学校
- 小松島市立南小松島小学校